# Brosimum melanopotamicum
Brosimum melanopotamicum är en mullbärsväxtart som beskrevs av C. C. Berg. Brosimum melanopotamicum ingår i släktet Brosimum och familjen mullbärsväxter. Inga underarter finns listade i Catalogue of Life.